# Daniel Ndi
Daniel Arnaud Ndi (ur. 18 sierpnia 1995 w Duali) – kameruński piłkarz występujący na pozycji pomocnika w Sporting Gijón.